# Sulioti

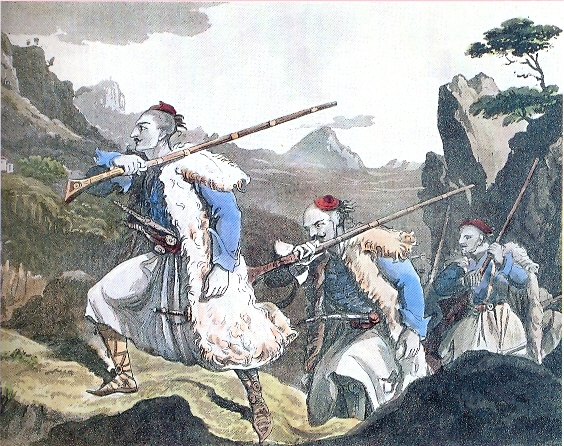
Sulioti na malbě z 19. století

Sulioti (řecky Σουλιώτες Suliotes) bylo helenizované obyvatelstvo v minulosti žijící v Epiru, v jeho části Thesprotia. Nezabírali však celou Thesprotii, ale pouze její horskou část s vesnicí Suli. Byli to výborní bojovníci, kteří stále bojovali s Turky. Často jsou spojováni s Arvanity, žijícími na jihu Řecka.

## Původ a dějiny
Původ Suliotů nebyl přesně vyjasněn. Mohou být potomci Albánců, kteří se v 16. století před Turky uchýlili z rovin do horské oblasti Suli a zde Turkům odolávali. Podle jiných historiků jsou Sulioti potomci Řeků, kteří se s Albánci smíchali když spolu s nimi toto území osídlili. Toto tvrzení vysvětlují tak, že není možné, aby oblast Suli osídlili pouze Albánci, protože Suli bylo osídleno obyvateli z Thesprótie, kde většinu obyvatelstva tvořili Řekové a křesťanských Albánců tu mnoho nežilo. Tento názor zastává i Konstantinos Paparrigopoulos. V 19. století Sulioti psali pouze v řečtině a sami se považovali za Řeky. V 19. století, tedy v době jejich největší slávy, jich bylo asi 12 000. Zúčastnili se i bojů v Řecké válce za nezávislost. Známý řecký revolucionář Markos Botsaris byl také Suliot. Dnes jsou jejich vesnice opuštěné a potomci Suliotů žijí ve větších městech, kde se však již promíchali s ostatním řeckým obyvatelstvem a tak ztratili svou specifickou identitu.